# Теренције Максим
Теренције Максим био је римски узупратор, познат под именом „лажни Нерон“. Подигао је устанак у време владавине цара Тита, али је претрпео брзи пораз. Физички је подсећао на Нерона, чак је, као и последњи цар из династије Јулијеваца-Клаудијевац, певао свирајући уз лиру. Изгледа да је био роб са Понта или ослобођеник из Италије. 
Његове прве присталице су се појавиле у Малој Азији. Још му се људи придружило када је кренуо на Еуфрат. Касније је пребегао код Артабана, парћанског племића.